# Lothar Kleim
Lothar Kleim (* 27. Oktober 1936) ist ein ehemaliger deutscher Fußballspieler und -trainer.

## Sportlicher Werdegang
Kleim spielte in der Jugend beim CSC 03 Kassel, mit dessen A-Jugend-Mannschaft er 1954 Hessenmeister wurde. 1957 wechselte er zum FC Schalke 04, für den er in der Oberliga West auflief. Nach seinem Debüt beim 7:1-Erfolg über Rot-Weiß Oberhausen im Oktober 1957 kam er in der Spielzeit 1957/58 zu insgesamt sechs Spieleinsätzen. Als Oberligameister nahm die Mannschaft an der Meisterschaftsendrunde 1958 teil und gewann durch einen 3:0-Endspeilsieg über den Hamburger SV den deutschen Meistertitel, Kleim blieb dabei in der Endrunde ohne Einsatz. Auch in der folgenden Spielzeit blieb ihm vornehmlich die Rolle eines Ergänzungsspielers – insgesamt stehen für ihn neun Ligaeinsätze zu Buche, beim 6:0-Heimerfolg über SC Viktoria Köln erzielte er seinen einzigen Treffer in der Schalker Wettkampfmannschaft, für die er im Heimspiel sowie im Entscheidungsspiel in der ersten Runde des Europapokals der Landesmeister 1958/59 gegen den Kjøbenhavns Boldklub zum Einsatz kam.
Kleim kehrte nach Kassel zurück, wo er sich dem Zweitdivisionär KSV Hessen Kassel anschloss. Mit dem Klub stieg er 1962 nach sieben Jahren Abstinenz in die Oberliga Süd auf. Als Tabellenzehnter qualifizierte sich Kleim mit der Mannschaft bei Einführung der Bundesliga im Sommer 1963 für die zweitklassige Regionalliga Süd. Er wechselte jedoch in die Regionalliga Südwest zu Eintracht Trier, wo er in der Spielzeit 1964/65 als Dritter nur knapp die Aufstiegsrunde zur Bundesliga verpasste.
Ab 1970 spielte Kleim drei Jahre für Union Luxemburg in der Nationaldivision. 1973 kehrte er als Spielertrainer zur in die drittklassige Amateurliga Rheinland abgestiegenen Eintracht Trier zurück. Mit der Mannschaft wurde er zwar in der Spielzeit 1974/75 Drittligameister, verpasste aber hinter der verlustpunktfreien Eintracht Bad Kreuznach als Zweiter der Aufstiegsrunde den Aufstieg in die 2. Bundesliga und beendete daraufhin sein Engagement.
Im März 1978 kehrte Kleim als Nachfolger des entlassenen Hans-Dieter Roos zum mittlerweile in die Zweitklassigkeit aufgestiegenen Klub zurück, mit dem er am Ende der Spielzeit 1977/78 mit zwei Punkten Vorsprung vor den Abstiegsplätzen die Klasse hielt. Nach einem zehnten Tabellenplatz im Folgejahr beerbte ihn Werner Kern. Ab November 1981 war er für die SpVgg Fürth tätig. Im Frühjahr 1982 unterzeichnete er einen ab Sommer des Jahres gültigen Vertrag beim Ligakonkurrenten SG Union Solingen, wo er den zu Alemannia Aachen als Manager wechselnden Erhard Ahmann beerben sollte. Im April 1983 wurde er dort entlassen und durch Eckhard Krautzun ersetzt. Zwischen März und September 1984 war er für den Zweitligisten SV Darmstadt 98 verantwortlich, ehe er im Sommer 1986 erneut die mittlerweile in der drittklassigen Bayernliga antretende SpVgg Fürth übernahm. In der Spielzeit 1986/87 stand die Mannschaft im Abstiegskampf, so dass er im März 1987 durch Paul Hesselbach ersetzt wurde, unter dem die Mannschaft jedoch den Klassenerhalt verpasste.
Hauptberuflich war Kleim als Sportlehrer tätig. Sein Vater Fritz Kleim spielte für CSC 03 Kassel vor dem Zweiten Weltkrieg unter anderem in der Gauliga und nahm mit dem Klub an den Endrunden zur deutschen Meisterschaft teil.